# Frances Grant
Frances Grant (15 de fevereiro de 1909 – 20 de fevereiro de 1982) foi uma atriz e dançarina norte-americana.
Ela atuou como protagonista nos filmes de Gene Autry, em Red River Valley (1936) e Oh, Susanna! (1936).